# Съезд КПК
Всекита́йский съезд Коммунисти́ческой па́ртии Кита́я (кит. трад. 中國共產黨全國代表大會, упр. 中国共产党全国代表大会, пиньинь Zhōngguó Gòngchǎndǎng Quánguó Dàibiǎo Dàhuì, палл. Чжунго Гунчаньдан Цюаньго Дайбяо Дахуэй) — высший руководящий орган Коммунистической партии Китая (КПК). Съезд избирает Центральный комитет, который руководит партией в промежутках между съездами и подотчётен съезду.
Съезд имеет следующие полномочия:
- заслушивает и рассматривает отчет Центрального комитета;
- заслушивает и рассматривает отчеты Центральной комиссии по проверке дисциплины;
- обсуждает и принимает решения по важнейшим вопросам партии;
- пересматривает Устав партии;
- избирает Центральный комитет;
- избирает Центральную комиссию по проверке дисциплины[2].

Согласно современной редакции Устава КПК  съезд созывается не реже одного раза в 5 лет. Съезд может быть созван досрочно по требованию Центрального комитета либо не менее, чем 1/3 партийных организаций провинциального уровня. Со времени создания партии всего прошло 20 съездов — 1-й в 1921 году, последний в 2022 году.